# کوه بوریس
کوه Boreas (۷۷°۲۹′ جنوبی ۱۶۱°۷′ شرقی / ۷۷٫۴۸۳°جنوبی ۱۶۱٫۱۱۷°شرقیمختصات: ۷۷°۲۹′ جنوبی ۱۶۱°۷′ شرقی / ۷۷٫۴۸۳°جنوبی ۱۶۱٫۱۱۷°شرقی
) قلههای ۲٬۱۸۰ متر (7,150۲٬۱۸۰ متر (۷٬۱۵۰ فوت) بالا بین کوه Aeolus و کوه Dido در کوه المپ در مقدونیه از سرزمین ویکتوریا. نام آن توسط دانشگاه ویکتوریا ولینگتون قطب جنوب نام گرفت. (سال ۱۹۵۸–۵۹) Boreas یک شکل اساطیری یونانی است.